# فردينان بيرتييه
فردينان بيرتييه (بالفرنسية: Ferdinand Berthier)‏، واسمه الحقيقي هو جان-فردينان بيرتييه، هو شخصية من مجتمع الصم ولد يوم 30 سبتمبر 1803 في لوهانس (ساون لوار) وتوفي في 12 يوليو 1886 في باريس. عميد معلمي المعهد القومي لشباب الصم بباريس، اشتهر بتأسيس الجمعية المركزية للصم بباريس والتي أصبحت الجمعية العالمية للصم بعد بضع سنوات

## سيرته

### الولادة والطفولة
ولد فردينان بيرتييه في 30 سبتمبر 1803 في لوهانس (بورغوندي) لأب جراح  ،.
أصبح أصما في سن 4 سنوات من العمر. وفي سن 8 سنوات (في عام 1811) دخل المعهد القومي لشباب الصم في باريس. في ذلك الوقت، قدم المدرسين السامعين لويس بيير بولميير قالب:Ill-WD2وأوغست بيبان والمدرسون الصم لوران كليرك قالب:Ill-WD2وجان ماسيو الدورات التدريبية في المؤسسة  أثناء دراسته، وكان فردينان بيرتييه طالبًا رائعًا.

### حياته المهنية
بدأ فردينان بيرتييه حياته المهنية في التدريس من عام 1829، عندما تم تعيينه مع ألفونس لينوار أستاذين بمعهد الصم في باريس  خلال سنوات التدريس، كان إميل مرسييه، ابن يوجين مرسييه، أحد طلاب فردينان بيرتييه. أنهى حياته المهنية بكونه عميد المعلمين الصم.
فردينان برتييه نشط للغاية في تنظيم مجتمع الصم الفرنسي وتعليم وتدريب الصم. أصبح عضوا في جمعية أهل الآداب، أسس الجمعية المركزية للصم والبكم في باريس في عام 1838. في عام 1850، كان أحد مؤسسي الجمعية المركزية للتعليم والمساعدة للصم والبكم في فرنسا. في عام 1867، تطورت الجمعية المركزية للصم والبكم في باريس لتصبح الجمعية العالمية للصم والبكم.
أُطلق عليه لقب «نابليون الصم والبكم» بواسطة فيكتور هوغو ثم من قبل الصم  ، 

### الأعمال والكتابات
تدافع كتاباته عن لغة الإشارة والصم الذين يسميهم «إخواني». ونشر عمل لإبيه للصم والسامعين في القرن التاسع عشر. حرّك ثقافة الصم، ولم يتوقف مطلقًا عن المطالبة بحق الصم في أن يكونوا قادرين على استخدام لغة الإشارة في جميع الظروف (في المدرسة، في المحكمة، إلخ) من أجل الوصول إلى المساواة المدنية. كما أنه عرف الفنانين والشعراء الصم في عصره والعصور السابقة.

## التميز والجوائز
- وسام جوقة الشرف في عام 1849 [10]

## اقتباسات عن فردينان بيرتييه

### اقتباس من فيكتور هوغو
| « | ماذا يعني الصمم في الأذن عندما يسمع العقل؟ الصمم الوحيد ، والصمم الحقيقي ، والصمم غير القابل للشفاء ، هو صمم العقل | » |

## الأجيال القادمة
متحف الصم في أوتيل ديو لوهانس تم إنشاؤه بواسطة أرمان بليتيه في عام 2013. اختيار المدينة هو تكريم لمسقط رأس فردينان برتييه وعمله الشخصي.

## المنشورات
Ces ouvrages peuvent être consultés aussi à la bibliothèque historique de l'Institut national de jeunes sourds de Paris à Paris.
- chez Ledoyen، المحرر (1839). Notice sur la vie et les ouvrages de Auguste Bébian. {{استشهاد بكتاب}}: الوسيط غير المعروف |commentaire= تم تجاهله (مساعدة)

- chez Ledoyen، المحرر (1840). Les sourds-muets avant et depuis l'abbé de l'Épée. مؤرشف من الأصل في 2020-04-20. {{استشهاد بكتاب}}: الوسيط غير المعروف |commentaire= تم تجاهله (مساعدة)

- Institution des Sourds-Muets de Paris، المحرر (1849). Discours prononcés en langage mimique. {{استشهاد بكتاب}}: الوسيط غير المعروف |commentaire= تم تجاهله (مساعدة)

- Michel Lévy frères، المحرر (1852). L'abbé de l'Épée. {{استشهاد بكتاب}}: الوسيط غير المعروف |commentaire= تم تجاهله (مساعدة)

- Michel Lévy frères، المحرر (1852). Sur l'opinion de feu le docteur Itard. مؤرشف من الأصل في 2016-03-07. {{استشهاد بكتاب}}: الوسيط غير المعروف |commentaire= تم تجاهله (مساعدة)

- Librairie du Petit Journal، المحرر (1868). Le Code Napoleon. مؤرشف من الأصل في 2020-01-25. {{استشهاد بكتاب}}: الوسيط غير المعروف |commentaire= تم تجاهله (مساعدة)

- Charles Douniol et Cie، المحرر (1873). L'Abbé Sicard, célèbre instituteur des sourds-muets, successeur immédiat de l'Abbé de L'Épée. {{استشهاد بكتاب}}: الوسيط غير المعروف |commentaire= تم تجاهله (مساعدة) وروابط خارجية في |عنوان= (مساعدة)

### كتب
- Bertin، Fabrice (2010). Ferdinand Berthier, ou le rêve d'une nation sourde. Surditudes. Monica Companys. ص. 176. ISBN:9782912998583. مؤرشف من الأصل في 2018-01-31.  Bertin، Fabrice (2010). Ferdinand Berthier, ou le rêve d'une nation sourde. Surditudes. Monica Companys. ص. 176. ISBN:9782912998583. مؤرشف من الأصل في 2018-01-31.  Bertin، Fabrice (2010). Ferdinand Berthier, ou le rêve d'une nation sourde. Surditudes. Monica Companys. ص. 176. ISBN:9782912998583. مؤرشف من الأصل في 2018-01-31.
- Patrice Gicquel, Il était une fois... les sourds français, éd. Books on Demand, 2011.

### روابط خارجية
- "Une histoire de profs". L'Œil et la Main. 22 novembre 2010. مؤرشف من الأصل في 2016-09-28. {{استشهاد ويب}}: تحقق من التاريخ في: |تاريخ= (مساعدة) والوسيط غير المعروف |شهر= تم تجاهله يقترح استخدام |تاريخ= (مساعدة)صيانة الاستشهاد: التاريخ والسنة (link)  "Une histoire de profs". L'Œil et la Main. 22 novembre 2010. مؤرشف من الأصل في 2016-09-28. {{استشهاد ويب}}: تحقق من التاريخ في: |تاريخ= (مساعدة) والوسيط غير المعروف |شهر= تم تجاهله يقترح استخدام |تاريخ= (مساعدة)صيانة الاستشهاد: التاريخ والسنة (link)  .
- مؤلفات Ferdinand Berthier في مشروع غوتنبرغ
- (بالبرتغالية) فردينان بيرتييه: مايسترو، ناشط انتخابي Sordo French على Cultura Sorda
- موقع Noetomalalie